# 銀都路駅
銀都路駅（ぎんとろ-えき）は中華人民共和国上海市閔行区に位置する上海地下鉄5号線の駅である。

## 駅構造
- 相対式ホーム2面2線の高架駅。出口は2箇所ある。

## 歴史
- 2003年11月25日 - 開業[1]

## 隣の駅
■上海地下鉄5号線
春申路駅 - 銀都路駅 - 顓橋駅